# Алюненская
Алюненская — деревня в Усть-Кубинском районе Вологодской области.
Входит в состав Троицкого сельского поселения, с точки зрения административно-территориального деления — в Троицкий сельсовет.
Расстояние по автодороге до районного центра Устья — 48,5 км, до центра муниципального образования Бережного — 6,5 км. Ближайшие населённые пункты — Фенинская, Афанасовская, Горшково, Лаушинская, Бабиковская.
По переписи 2002 года население — 4 человека.